# Jostein Hasselgård
Jostein Hasselgård (ur. 24 marca 1979 w Fredrikstad) – norweski piosenkarz. Reprezentant Norwegii w 48. Konkursie Piosenki Eurowizji (2003).

## Życiorys
W wieku sześciu lat zaczął naukę gry na fortepianie. Studiował w Norweskiej Akademii Muzycznej w Oslo. W trakcie studiów podjął pracę jako nauczyciel w przedszkolu. Na przełomie 1999 i 2000 zaczął śpiewać w lokalnym chórze gospelowym.
W styczniu 2003 z piosenką „I’m Not Afraid to Move On” został ogłoszony finalistą programu telewizji NRK Melodi Grand Prix, wyłaniającego reprezentanta Norwegii w Konkursie Piosenki Eurowizji. 1 marca wystąpił w finale eliminacji i dzięki głosom pięciu regionalnych komisji jurorskich awansował z pierwszego miejsca do drugiej rundy, w której zmierzył się ponownie z trzema innymi uczestnikami, będącymi faworytami bukmacherów do wygrania. Ostatecznie zdobył największą liczbę 78 460 głosów i zajął pierwsze miejsce, zostając tym samym reprezentantem kraju w 48. Konkursie Piosenki Eurowizji w Rydze. 24 maja w Hali Olimpijskiej Skonto wystąpił w finale konkursu i zajął czwarte miejsce, zdobywając 123 punkty, w tym najwyższe noty (12 punktów) od Irlandii, Islandii i Szwecji.
W latach 2004–2005 prowadził program Julemorgen dla telewizji NRK. Zaczął również grać razem z Magnusem Westgaardem, Markusem Lillehaugiem Johnsenem i Tore’em J. Skauenem, z którymi w 2006 wydał debiutancki album studyjny pt. A Few Words. W tym czasie dołączył także do projektu Pust, grającego klasyczną, muzykę folkową, jazzową, soulową i pop. Wraz z zespołem wydał kilka albumów: Femkant (2007), Kry (2009), Julero (2011) i Fryktløs (2013).

## Inspiracje
W wywiadzie udzielonym magazynowi „Dagbladet” w 2003 wymienił wśród swych ulubionych wykonawców Steviego Wondera i Norah Jones.

## Dyskografia

### Albumy studyjne

#### Solowe
- A Few Words (2006)

#### Wydane z Pust
- Femkant (2007)
- Kry (2009)
- Julero (2011)
- Fryktløs (2013)